# 語録
語録（ごろく）とは、一般的にある人物の言葉を集めた物である。本来は禅宗用語で師僧の言行・説法・年譜などを筆録した文献であったが、転じて禅宗以外の宗派や政治家・芸能人などの言行などを収録した言行録一般を指すようになった。

## 禅宗
禅宗においては、語録は唐代中期頃から作成され始められた。
当初はその人物の弟子それぞれが書き記していた断片的な問答集を、その人物の死後に集めて編集していたが、五代になると、その人物の生存中にその人物の監修を受けて編集されるようになった。
代表的な語録として『臨済録』、『碧巌録』、『古尊宿語要』等がある。